# Andrea Vanda Kolláth
Andrea Vanda Kolláth (7 de mayo de 1992) es una deportista húngara que compitió en remo como timonel. Ganó una medalla de oro en el Campeonato Mundial de Remo de 2017, en la prueba de dos con timonel masculino.

## Palmarés internacional
| Campeonato Mundial | Campeonato Mundial        | Campeonato Mundial | Campeonato Mundial |
| Año                | Lugar                     | Medalla            | Prueba             |
| ------------------ | ------------------------- | ------------------ | ------------------ |
| 2017               | Sarasota (Estados Unidos) | Medalla de oro     | Dos con timonel    |